# Седмо средно училище „Кузман Шапкарев“
Седмо средно училище „Кузман Шапкарев“ се намира в Благоевград, България.
Основано е през 1973 г. То е сред най-големите училища в града.

## Адрес
- Благоевград 2700
- ул. „Илинден“ 13
- електронен адрес: sedmo@abv.bg

## История
- 1973 година – основаване на училището.
- 1981 година – преобразуване в ЕСПУ.
- 1987 година – преобразуване в СОУ.
- 2016 година – преобразуване в Средно училище.

## Материална база
Училището се разполага в четири етажна сграда. Броят на класните стаи е 26. Сред тях има кабинети по математика, физика, химия, биология, информатика, география, история, музика, изобразително изкуство, чужди езици и др. В училището са разработени още физкултурен салон, фитнес зала и библиотека.

## Прием 2009/2010
Прием след 7 клас
Паралелка с интензивно изучаване на английски език, география и икономика, история и цивилизация, български език и литература. Приемът е с конкурсни изпити по математика и български език и литература
Прием след 8 клас
- Паралелка с хуманитарен профил (интензивно изучаване на география и икономика, история и цивилизация, български език и литература, информационни технологии).
- Паралелка с природо-математически профил (Информатика, Математика, Английски език, Информационни технологии).
- Паралелка с непрофилирано обучение.

## Известни възпитаници
- Костадин Паскалев – кмет на община Благоевград
- Ани Салич – телевизионна водеща
- Димитър Бербатов – футболист
- Христина Маркова – певица
- Драгомир Богданов – МПО-Пирин Чикаго